# ييري شماتزير
ييري شماتزير (بالتشيكية: Jiří Schmitzer)‏ هو عازف قيثارة وممثل تشيكي، ولد في 25 أكتوبر 1949 ببراغ في التشيك.

## وصلات خارجية
- ييري شماتزير على موقع IMDb (الإنجليزية)
- ييري شماتزير على موقع قاعدة بيانات الأفلام العربية
- ييري شماتزير على موقع ألو سيني (الفرنسية)
- ييري شماتزير على موقع ميوزك برينز (الإنجليزية)
- ييري شماتزير على موقع أول موفي (الإنجليزية)
- ييري شماتزير على موقع قاعدة بيانات الأفلام السويدية (السويدية)
- ييري شماتزير على موقع ديسكوغز (الإنجليزية)
- ييري شماتزير على موقع قاعدة بيانات الفيلم (الإنجليزية)
- ييري شماتزير على موقع كينوبويسك (الروسية)